# Agility dog
L'agility dog è uno sport cinofilo che consiste in un percorso ad ostacoli (da un minimo di 15 ad un massimo di 22), ispirato al percorso ippico. Lo scopo è che il cane affronti gli ostacoli nell'ordine previsto, senza ricevere penalità e nel minor tempo possibile. Le regole, le categorie e le specifiche tecniche della disciplina in Italia sono normate dall'Ente Nazionale della Cinofilia Italiana (ENCI) attraverso il Regolamento Nazionale di Agility, la cui versione più recente è in vigore dal 1° gennaio 2023.

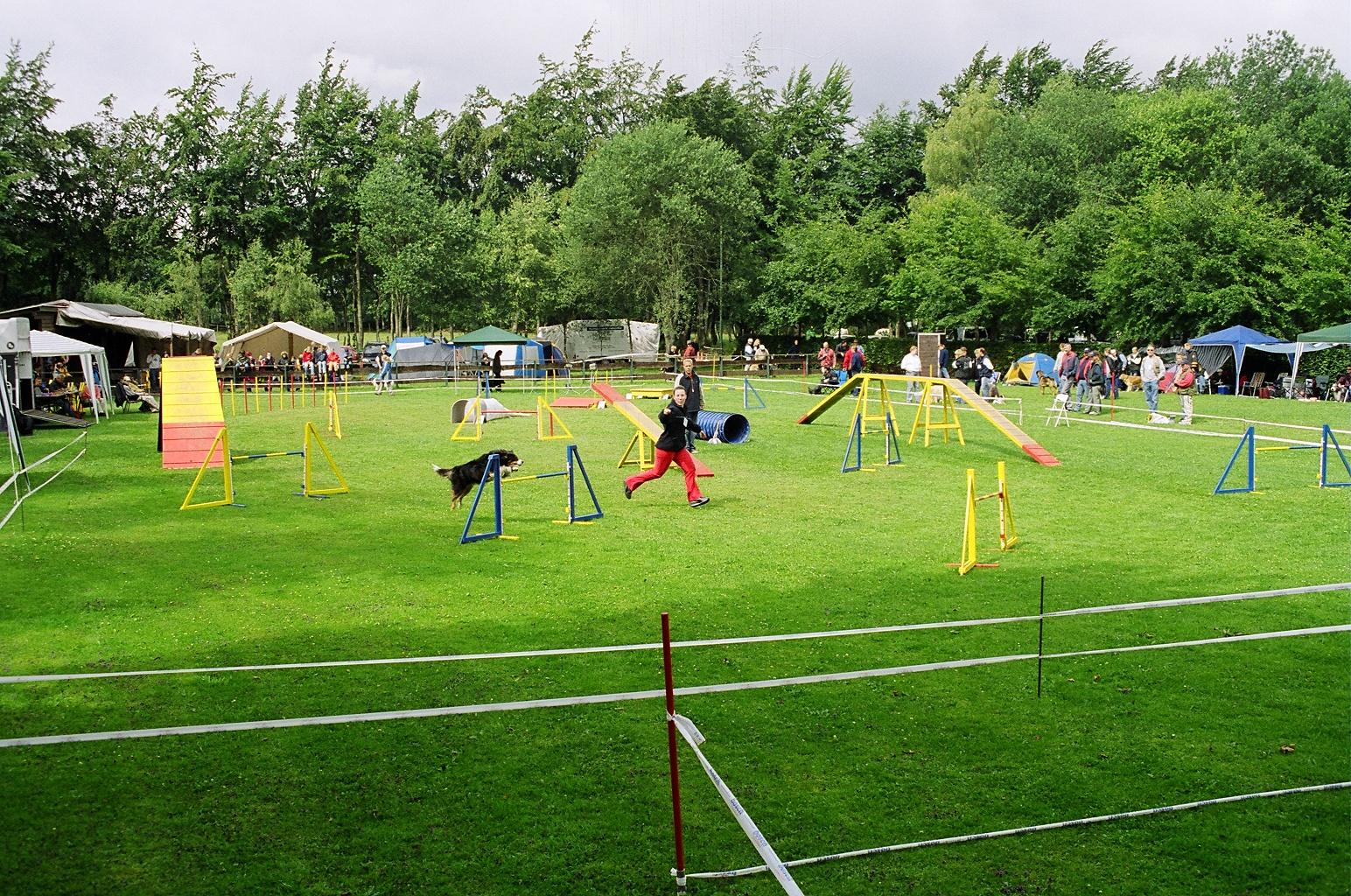
Un campo di agility

Più che una semplice gara di velocità, l'agility dog è una disciplina che celebra il binomio cane-conduttore, ovvero la stretta relazione e la capacità di comunicazione tra i due. L'essenza di questo sport risiede nella perfetta intesa e nella collaborazione del team. Si tratta di una disciplina sportiva che favorisce la buona integrazione del cane nella società, migliorandone l'equilibrio, l'autostima e incanalandone le energie in modo costruttivo.
Questa disciplina implica una profonda armonia tra il cane e il suo conduttore ed è dunque necessario che i partecipanti posseggano gli elementi di base d'educazione e obbedienza.

## Salute e Preparazione Veterinaria
Prima di intraprendere un percorso sportivo, è fondamentale garantire il benessere fisico del cane. L'agility è un'attività ad alto impatto e richiede un'adeguata preparazione per minimizzare il rischio di infortuni.
- Visita Medico Sportiva: È fortemente consigliata una visita presso un veterinario specializzato in medicina sportiva. L'esame valuterà l'apparato cardiocircolatorio, respiratorio e muscolo-scheletrico, spesso includendo lastre preventive per escludere patologie come la displasia dell'anca e del gomito.
- Età di Inizio: L'addestramento agli ostacoli, in particolare ai salti, non deve iniziare prima del completamento dello sviluppo osseo del cane (attorno ai 12-18 mesi, a seconda della taglia). Un lavoro prematuro può causare danni permanenti alle cartilagini di accrescimento.
- Preparazione Atletica: L'allenamento in campo non è sufficiente. Un buon programma di preparazione atletica include esercizi di potenziamento muscolare, resistenza (come il nuoto o la corsa controllata) e propriocezione, ovvero la capacità del cane di percepire la posizione del proprio corpo nello spazio, fondamentale per la coordinazione e la prevenzione delle distorsioni[3].
- Riscaldamento e Defaticamento (Warm-up e Cool-down):' Ogni sessione di allenamento o gara deve essere preceduta da una fase di riscaldamento di circa 5-10 minuti (corsa leggera, attivazione delle articolazioni) e seguita da una fase di defaticamento (camminata, stretching dolce) per favorire il recupero muscolare e ridurre il rischio di lesioni.

## Il Cane da Agility: Attitudini e Razze
Sebbene l'agility sia una disciplina aperta a tutti i cani, meticci inclusi, le performance di alto livello richiedono specifiche attitudini fisiche e caratteriali.
Le doti fondamentali non risiedono tanto nella razza, quanto nelle caratteristiche del singolo soggetto:
- Temperamento: Un cane da agility ideale possiede un'alta motivazione collaborativa (il desiderio di lavorare con il conduttore), una forte spinta sul gioco o sul cibo (utili come premi), e una buona capacità di concentrazione[4].
- Struttura Fisica: La costituzione deve essere leggera, agile e potente. Un buon rapporto peso/potenza è cruciale per la velocità e per ridurre lo stress sulle articolazioni.

Alcune razze sono particolarmente predisposte per queste caratteristiche. Il Border Collie, ad esempio, è spesso considerato l'atleta per eccellenza grazie alla sua velocità di apprendimento, agilità e instancabile voglia di lavorare. Altre razze molto competitive includono lo Shetland Sheepdog, il Barbone (in tutte le taglie), il Jack Russell Terrier e il Pastore Australiano.
È importante sottolineare il grande successo dei cani meticci, che spesso combinano le migliori qualità di diverse razze e competono ai massimi livelli nazionali e internazionali, a dimostrazione che le attitudini individuali prevalgono sulla genealogia.

## Storia

### Origine e sviluppo nel Regno Unito
La prima comparsa documentata di rilevanza dell'agility dog fu come intrattenimento allo show canino Crufts nel 1978. John Varley, un membro della commissione dello spettacolo dell'anno precedente, venne incaricato di organizzare un evento che unisse sia l'agilità e l'obbedienza del cane e che rialzasse l'audience della manifestazione, da anni ormai in calo. Varley chiese assistenza all'addestratore di cani Peter Meanwell, e insieme presentarono un vasto percorso a ostacoli, che ricordava quelli presenti nelle gare equestri, per mostrare al pubblico la velocità e l'agilità dei cani. Molti ostacoli usati dai moderni addetti ai lavori erano già presenti a quella dimostrazione, inclusi l''Over & Under' (la combinazione di una passerella con un tubo), il 'Tyre Hoop' (lo pneumatico), il 'Weaving Flags' (il moderno slalom) e il 'Canvass Tunnel' (l'attuale tunnel morbido).
Nel giornale specializzato Our Dogs venne riportato che nel 1974 Meanwell fu o testimone o partecipante in una gara ad una fiera agricola, anticipando così in larga misura la nascita ufficiale dell'agility dog. Secondo qualche descrizione orale, c'era una dimostrazione con scopo simile ancora precedente, usando articoli da parco giochi per bambini come l'altalena e il tunnel, anche se questo non è stato documentato. Un'altra versione attribuisce gli altri ostacoli all'esibizione della Royal Air Force K-9 Corps che al tempo, versione che pare più plausibile, diede vita al primo regolamento per l'agility nel Regno Unito.

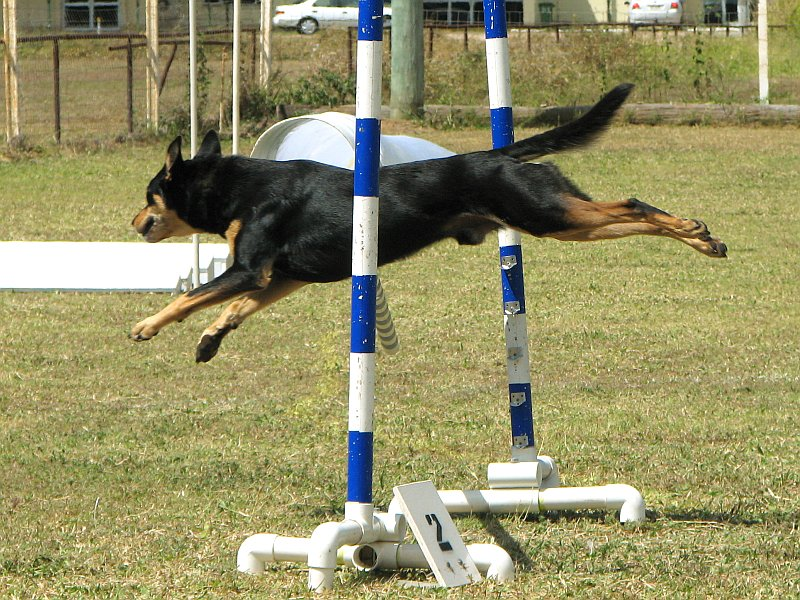
Un Australian Kelpie mentre affronta un Salto singolo. L'asticella sotto di lui è stata abbattuta. Al termine della prova riceverà quindi una penalità

Per l'edizione del 1978 del Crufts Show, la dimostrazione intrigò subito i padroni di cani a causa della sua velocità e per l'abilità degli animali nel seguire il movimento delle mani. Gli spettatori lo vollero vedere di nuovo, e addirittura vollero che il loro cani fossero in grado di partecipare e di effettuare il percorso. La dimostrazione fu così popolare che, a mano a mano, vennero organizzate competizioni, dapprima locali fino ad arrivare, talvolta, a competizioni di livello internazionale. Dal 1979, molti centri di addestramento cani inglesi offrivano il corso di addestramento per il nuovo sport, e quel dicembre la prima competizione Agility Stakes fu unita all'International Horse Show a Olympia a Londra.

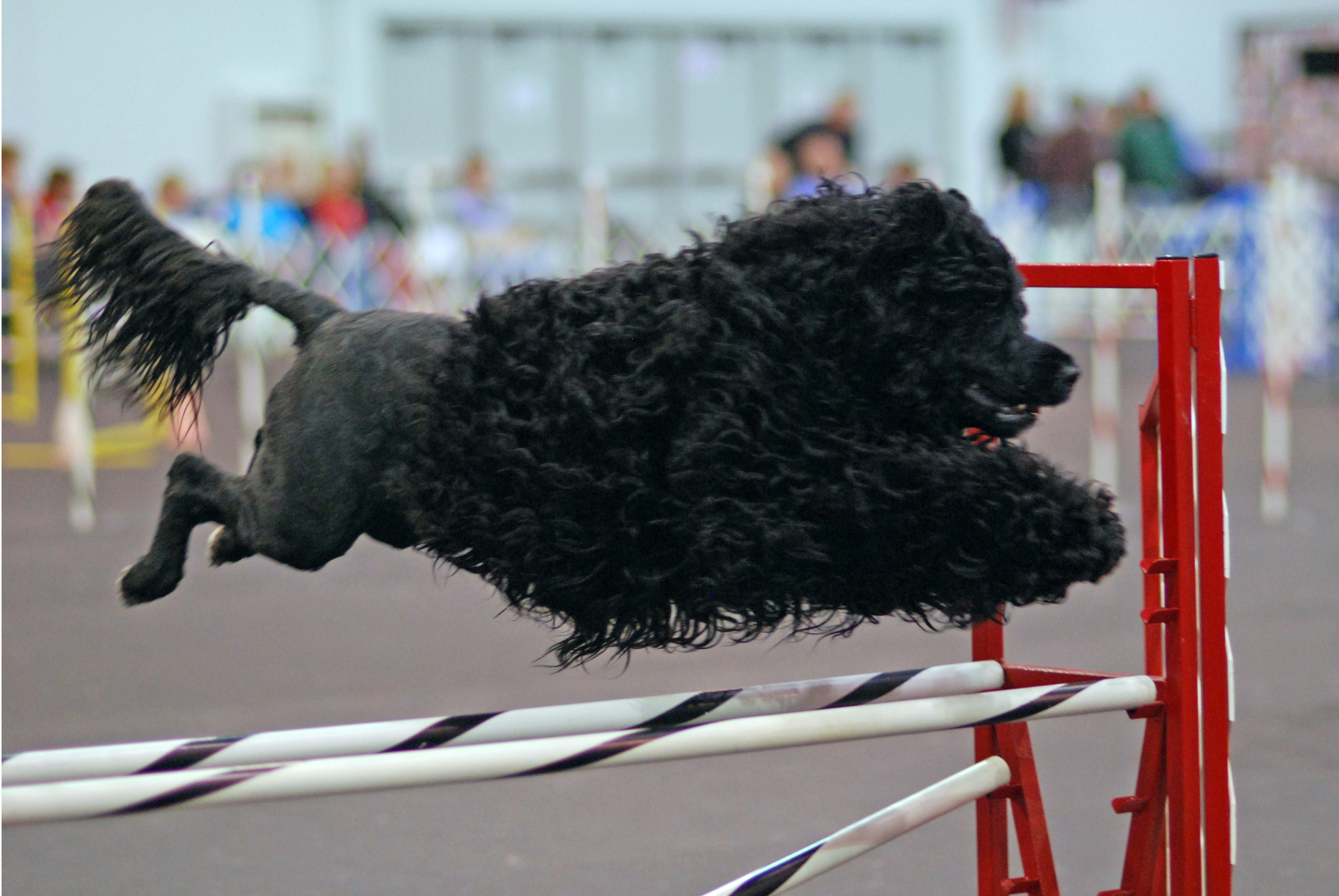

Nel 1980, il Kennel Club divenne la prima organizzazione a riconoscere l'agility come uno sport ufficiale con la stesura di un regolamento, e il primo evento a essere effettuato sotto il nuovo regolamento fu appunto il Crufts Show di quell'anno.
Il giudice dell'evento fu Peter Meanwell, con Peter Lewis come notaio. Peter Lewis e John Gilbert (uno dei pochi concorrenti, che parteciparono all'edizione del 1978, che continuò a partecipare alla competizione, ad addestrare e a fare il giudice) andarono a mostrare per tutta l'Europa e in tutto il Mondo il dilagante sport. Il 1983 vide la fondazione di club di agility, il primo club nazionale di agility nel Regno Unito chiamato Agility Voice e il primo magazine interamente dedicato allo sport cinofilo di tanto successo.
Durante i primi anni, i cani più piccoli non erano molto considerati nel Regno Unito, avendo tutti cani con taglia superiore ai 45 cm e quindi di taglia Large. Le cose cominciarono a cambiare durante i primi anni ottanta con l'inserimento della classe Mini. La prima gara di Agility per i cani di taglia Mini si tenne a Olympia nel dicembre del 1987. La classe per i cani di taglia media venne introdotta negli anni novanta, nonostante non abbiano avuto una loro gara nel Regno Unito fino al 2005 sempre a Olympia.
Nel 1992, il primo show lungo una settimana chiamato Dogs in Need, in sostegno dei cani in difficoltà, venne organizzato a Malvern in Inghilterra, con un totale di 885 cani e con 5.879 spettatori. Dogs in Need è tuttora uno dei tanti eventi di agility organizzati dal Kennel Club a prendere luogo ogni anno. L'Agility dog aveva quindi raggiunto nel Regno Unito il punto di maggior successo e di popolarità del Kennel Club, che presentava ogni giorno più di 10 percorsi diversi.

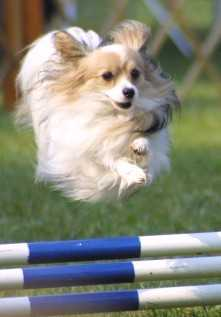
Un Épagneul nano continentale mentre affronta un salto singolo

Nel corso degli anni novanta, l'agility dog nel Regno Unito fu monopolizzata dal Kennel Club, con i suoi innummerovoli show, gli unici ad essere continuamente pubblicizzati. Questa situazione cambiò finalmente nel 2003 con la comparsa sulla scena di show organizzati dall'East Midlands Dog Agility Club (EMDAC). Il Kennel Club inizialmente tentò di difendere il suo monopolio, prima di accettare che i club e le organizzazioni esterne potevano organizzare show di agility senza la paura di provvedimenti disciplinari dal Kennel Club contro gli organizzatori e i concorrenti.
Questa decisione portò ad un'esplosione del numero degli show non affiliate al Kennel Club. Molti di questi erano (e lo sono ancora) organizzati da club indipendenti come eventi unici, ma solo un piccolo numero di organizzazioni cominciarono ad emergere come Agility Addicts, UK Agility e It Barks, tutte fondate nel 2004. Oltre ad offrire agli organizzatori una gamma più vasta di scelte nel tipo di show a cui volevano assistere, essi si erano comportati da catalizzatore nell'incoraggiare il kennel club a revisionare le proprie regole e atteggiamento dell'agility verso lo sport.

### In Italia
In Italia l'agility' è approdata nel 1988; i primi stage vennero organizzati nel 1989 a Torino dal GARU (Gruppo Amici Razze Utilità), tenuti dal giudice francese Jean Pierre Garcia e dall'inglese Peter Lewis.
Anche in Italia tale disciplina suscitò un interesse tale che il 1º gennaio del 1990 l'ENCI decise di pubblicare un primo abbozzo di regolamento, per poi adeguarsi - un anno dopo - a quello internazionale della FCI.
Le prime gare nazionali di questo sport in Italia si sono tenute nel 1990. Da esse sono stati selezionati i primi componenti della Nazionale italiana di agility dog.
Già nel 1991, grazie al successo dell'attività, hanno cominciato a diffondersi specie nel centro-nord i Club di Agility, mentre le gare si sono fatte sempre più frequenti e i concorrenti più numerosi.
L'Italia si è trovata subito in una condizione favorevole nell'addestramento dei cani all'agility, siccome i centri cinofili, oltre alla decennale esperienza nei campi dell'Obedience, possono apprendere le tecniche di addestramento dalla vicina Francia, già avanti nel processo di iniziazione.
I principali circuiti di agility dog in Italia, per numero di gare organizzate all'anno e numero di atleti e cani iscritti, sono quello promosso dall'ENCI, e quello dello CSEN

## Regole di base

### I livelli
All'interno delle competizioni di agility (ENCI) vi sono tre livelli:
- Brevetto Agility 1
- Brevetto Agility 2
- Brevetto Agility 3

Ogni cane parte dal brevetto Agility 1. Per approdare da un brevetto al successivo è necessario ottenere un determinato numero di risultati di "Eccellente Netto" o podi nelle prove ufficiali, secondo quanto specificato dal regolamento ENCI in vigore, che può essere soggetto a revisioni. L'agility 3, la classe più difficile, è quella che permette ai migliori di partecipare al campionato nazionale e di entrare nella selezione italiana. In brevetto 3 non conta solo il percorso netto ma bisogna anche possedere un'ottima velocità e precisione.
| Per le prove, le qualifiche sono le seguenti | Per le prove, le qualifiche sono le seguenti |
| -------------------------------------------- | -------------------------------------------- |
| 0 penalità                                   | Eccellente netto                             |
| Da 0 a 5,99 penalità                         | Eccellente                                   |
| Da 6 a 15,99 penalità                        | Molto buono                                  |
| Da 16 a 25,99 penalità                       | Buono                                        |
| Da 26 penalità                               | Non classificato                             |

### Le taglie
I cani vengono divisi in quattro categorie a seconda della loro altezza al garrese (parte terminale del collo) misurata con l'apposito Cinometro.
- Small (S): per i cani con altezza al garrese inferiore a 35 cm.
- Medium (M): per i cani con altezza al garrese da 35 cm a meno di 43 cm.
- Intermediate (I): per i cani con altezza al garrese da 43 cm a meno di 48 cm.
- Large (L): per i cani con altezza al garrese da 48 cm in su.

Ogni categoria ha una propria altezza degli ostacoli, un proprio TPS e TMP ma il percorso rimane uguale per tutte le categorie.Possono partecipare tutti i cani sia di razza sia meticci.

### Il percorso

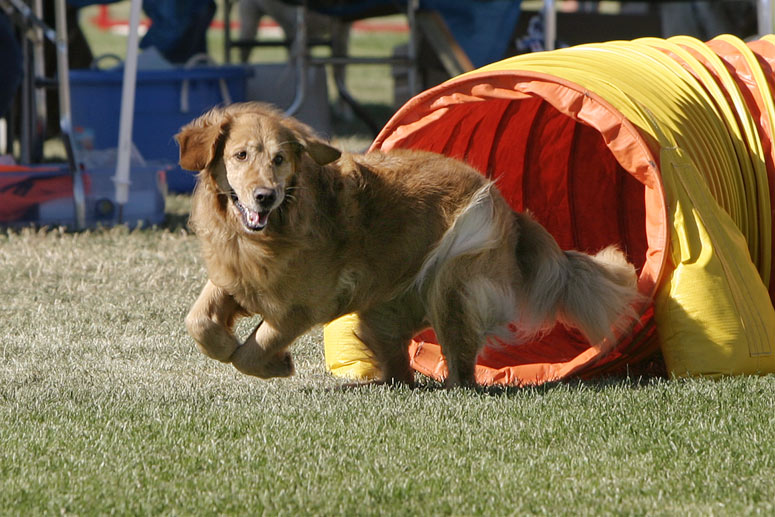
Un Golden Retriever mentre affronta un tunnel rigido

1. Il percorso è costituito da ostacoli che, a seconda della loro disposizione sul terreno, costituiranno la caratteristica del tracciato, rendendolo più o meno complesso e più o meno veloce.
2. Il percorso dovrà essere effettuato dal cane entro un tempo base definito dal giudice (TPS) e secondo l'ordine imposto dal giudice per il superamento degli ostacoli.
3. Il tracciato del percorso viene lasciato completamente all'immaginazione del giudice, ma deve obbligatoriamente comprendere due cambi di direzione. Il disegno del percorso ha lo scopo di testare le diverse abilità del binomio, alternando tratti di velocità a sequenze che richiedono controllo e precisione.
4. Il percorso è lungo dai 100 ai 200 metri.
5. Ostacoli (vedi dettaglio più sotto).

### TPS e TMP
Il criterio di base per la scelta del TPS (Tempo per il percorso standard) per il percorso è la velocità, in metri al secondo, scelta per lo svolgimento del percorso.
Questa scelta sarà fatta in funzione del livello della prova e della complessità del percorso. Il TPS (in secondi) si otterrà dunque dividendo la distanza esatta del percorso per la velocità di percorso che il giudice avrà stabilito.
Il TMP (Tempo Massimo per il Percorso) come convenzione generale viene stabilito dal giudice raddoppiando il TPS. In ogni caso non potrà essere inferiore a una volta e mezzo il TPS.

### Svolgimento delle prove
Non si autorizza alcun allenamento sul percorso della prova, ma solo la sua ricognizione da parte del conduttore (solitamente per una durata di 7-10 minuti), senza il cane. Prima di ogni prova il giudice riunirà i partecipanti per comunicare la tipologia della prova, il TPS, il TPM e ricorderà le norme generali della prova e i criteri di valutazione.
Il conduttore si presenta sul percorso, mette il suo cane in posizione di ferma (in piedi, seduto o a terra) dietro la linea di partenza.

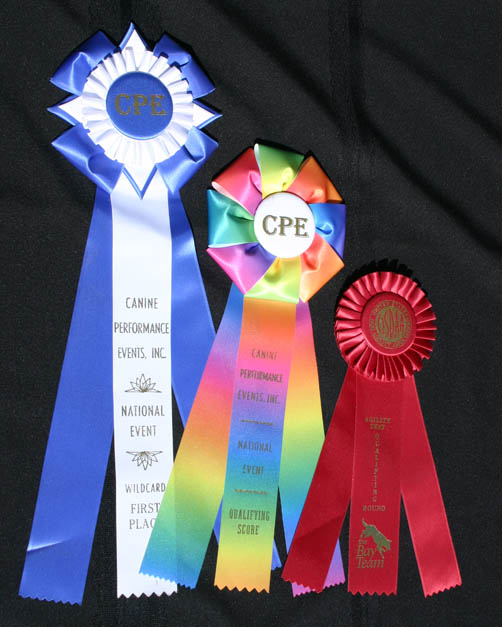
Decorazioni CPE per una gara nazionale

Il conduttore toglie il guinzaglio e il collare il cui uso, per ragioni di sicurezza, non è consentito durante la prova. Il conduttore non deve tenere niente in mano durante lo svolgimento della prova, ma può prendere posizione in un luogo di sua scelta sul percorso.
Dà il comando di partenza al cane, dopo il segnale del giudice. Il tempo partirà quando il cane attraverserà il primo ostacolo. I comandi e i segnali sono consentiti per tutta la durata del percorso.
Il conduttore deve assicurarsi di seguire scrupolosamente il percorso. A partire dal segnale di partenza, il conduttore guida il suo cane per fargli superare gli ostacoli nell'ordine previsto, senza mai toccare né il cane né gli ostacoli. Il conduttore non può attraversare gli ostacoli né passando sopra né passando sotto gli stessi.
La fine del percorso e del cronometraggio avrà luogo dopo il superamento da parte del cane dell'ultimo ostacolo. Il conduttore raggiunge il cane, lo mette al guinzaglio ed esce dal terreno.

## Ostacoli e Sicurezza
Gli ostacoli omologati dalla FCI sono progettati ponendo la massima attenzione alla sicurezza del cane. I regolamenti moderni hanno introdotto standard rigorosi per prevenire infortuni. Ad esempio, i supporti delle barre nei salti devono essere "di sicurezza", consentendo alla barra di cadere al minimo contatto. Le superfici degli ostacoli da contatto (passerella, palizzata, bascula) devono essere realizzate con materiali antiscivolo. Una delle più importanti innovazioni per la sicurezza è stata l'introduzione dello pneumatico a strappo (break-away), che si apre in due metà in caso di impatto, evitando che il cane possa incastrarsi o subire traumi.
Gli ostacoli omologati dalla FCI sono i seguenti: salto in alto, siepe, viadotto o muro, salto in lungo, pneumatico, passerella, bascula, palizzata, slalom, tunnel rigido, tunnel morbido.
| Tipo di prova   | Caratteristiche | Regole specifiche | Comandi |       |
| --------------- | --- | --- | --- | ----- |
| Singolo         | Altezza: L: 55-60 cm - M: 35-40 cm - S: 25-30 cm. Larghezza : da 120 a 130 cm. Le barre devono avere tre segmenti di colori contrastanti. Gli ostacoli sono formati con una barra in legno o in materiale sintetico di sicurezza (il metallo non è consentito) Le barre devono avere un diametro da 3 a 5 cm. e colori contrastanti in almeno tre segmenti. Nessuna parte removibile (supporti delle barre) o permanente potrà sporgere dal montante o dai laterali. Ali: il montante deve essere alto almeno 1 metro. L'inizio dell'ala esterna deve essere almeno a 75 cm. di altezza. La larghezza dell'ala è da 40 a 60 cm. I due montanti del salto devono essere indipendenti e non uniti tra loro. Non sono permesse ali a forma triangolare o rettangolare, né lo sono ali piene I cani non devono poter passare né sotto né attraverso alcuna parte dell’ala. Nessuna parte removibile (supporti delle barre) o permanente potrà sporgere dal montante o dai montanti laterali. | Il cane deve saltare l'ostacolo evitando di abbattere l'asticella. Nel caso lo stesso ostacolo venga inserito due volte nel percorso e il cane lo abbatte alla prima volta l'errore viene contato come singolo. Vi è errore in caso di abbattimento dell'asticella nel caso del salto singolo mentre vi è errore nel caso in cui il cane abbatta entrambe o una delle due asticelle del salto doppio o largo. Nel viadotto o muro vi è errore se il cane abbatte una tegola posta in cima all'ostacolo.                                                         | Hop, Salta, over.                                                                                                   |       |
| Doppio o Largo  | Due ostacoli singoli (come sopra) sono messi insieme in parallelo per formare un ostacolo doppio. Le barre sono disposte in ordine ascendente con una differenza di altezza di 15-25 cm. 6 La barra dell’ostacolo posteriore deve essere da 10 a 20 cm più lunga della barra dell’ostacolo anteriore. Altezza dell’ostacolo più alto: L: 55- 60 cm - M: 35- 40 cm - S: 25- 30 cm. La profondità totale non deve superare: L: 50 cm - M: 40 cm - S: 30 cm. Nessuna parte removibile (supporti delle barre) o permanente potrà sporgere dal montante o dai montanti laterali. | Stessa regole del salto singolo | Hop, Salta, over |       |
| Viadotto o Muro | Altezza e larghezza uguale ai salti. Spessore del muro: 20 cm. Viene considerato un salto con un pannello pieno sotto l'asta, dello spessore già indicato. Il pannello può avere un'o due aperture a forma di tunnel nel quale il cane però non è in grado di entrare. Sulla parte superiore del pannello saranno disposti degli elementi amovibili a forma di tegola. | Stessa regole del salto singolo | Hop, Salta, over |       |
| Tavolo          | (Dal 1º gennaio 2018 non è più un ostacolo riconosciuto nelle prove ufficiali FCI/ENCI). La sua rimozione è stata decisa per tutelare il benessere del cane, in quanto la fermata obbligatoria interrompeva la fluidità della corsa e poteva causare stress fisico e mentale. | | |       |
| Passerella      | Altezza: 1,20 m minimo - 1,35 m massimo Lunghezza di ogni elemento (salita, piano, discesa): minimo 3,65 m, massimo 4,20 m. Larghezza asse: 30 cm. Ostacolo con zone di contatto È composto da tre sezioni di uguale lunghezza. Una salita, una parte in piano e una discesa. Le rampe sono provviste di piccole bacchette inchiodate a intervalli regolari (ogni 25 cm) per facilitare l'accesso e impedire scivolate. Nessuna bacchetta dovrà essere posta a meno di 10 cm dal limite superiore della zona di contatto. Queste bacchette devono essere larghe 2 cm e spesse dai 5 ai 10 mm e non devono avere spigoli acuti. La parte inferiore delle rampe dovrà essere verniciata (sia di sopra che di fianco) per una lunghezza di 90 cm raffrontata al suolo, in modo da evidenziare la zona di contatto. | Il cane deve salire e scendere toccando con almeno una delle quattro zampe la zona di contatto. Penalità: errore di 5 punti nella zona ascendente e rifiuto di 5 punti nella zona discendente. | Sali, Ponte, Sopra                                                                                                  |       |
| Bascula         | Larghezza dell'asse: 30 cm. Lunghezza dell'asse: minimo 3,65 m, massimo 4,20 m. Zone di contatto come passerella. La bascula deve essere equilibrata, il suo movimento non deve essere ne troppo rapido ne troppo lento per permettere ai cani piccoli di poterla far oscillare. | Il cane deve salire e superare l'asse di oscillazione altrimenti riceve una penalità di 5 punti e un rifiuto. La bascula deve toccare terra prima che il cane lasci ed è penalizzato con un errore: 5 punti. | sali, Lena, lena sopra, Sopra, bascula, sisò                                                                        |       |
| Palizzata       | Si compone di due elementi che formano una A Larghezza minima 0,90 m, che potrà arrivare a 1,15 nella parte inferiore. Punto più alto in rapporto al suolo: L: 1,90 m con angolo di apertura di 90° - M e S = 1,70 m. Le rampe sono provviste di piccole bacchette come sulla passerella. La zona di contatto sarà lunga 106 cm dal suolo. La vetta della palizzata non dovrà presentare nessun pericolo per il cane e, se necessario, si utilizzerà la tegola di protezione. | Il cane lo deve affrontare come la passerella. | Sali, sopra, Su Bene.                                                                                               |       |
| Slalom          | Numero di Pali: 8, 10 o 12. L'altezza dei pali varia da 1 a 1,20 m e la distanza tra i paletti è di 60 cm. I pali sono rigidi e hanno un diametro di 3 cm. | Il primo paletto deve essere affrontato alla sinistra del cane, il secondo alla destra e così via. Tutte le entrate scorrette saranno penalizzate con un rifiuto (5 punti), se il cane salta un paletto sarà penalizzato con un errore, che rimarrà sempre uno e unico se il cane salta un altro paletto dopo che il conduttore gli ha fatto ripetere il paletto sbagliato. Se il cane compie più di 2 porte in senso contrario è eliminato. L'ostacolo deve essere completato correttamente. In caso contrario il cane sarà eliminato all'ostacolo successivo. | Slalom, Slalom accompagnato, durante l'ostacolo da comandi ritmici di incitamento come "dai" oppure "vai" e "vieni" | Passa |
| Tunnel rigido   | Diametro interno 60 cm. Lunghezza: dai 3 ai 6 m. Deve essere flessibile in modo da poter comporre delle curve. | Si tratta di un semplice tubo che deve essere obbligatoriamente preso in un senso nel caso il numero che segna l'ostacolo si trovi vicino a una solo delle due entrate mentre può essere preso in entrambi i sensi nel caso il numero si trovi a metà del tubo. | Tunnel, Tubo, Sotto, Dentro.                                                                                        |       |
| Tunnel morbido  | Ingresso in arcata rigida: - lunghezza di 90 cm. - Altezza: 60 cm. - Larghezza: 60 cm. L'uscita deve essere composta da un tunnel soffice, morbido, cioè senza sostegno: - Lunghezza: 2,50m - 3,50 m. - Diametro: 60–65 cm. | L'impostazione è molto simile a quella del Tunnel rigido. | Tubo, Sotto, tunnel dentro                                                                                          |       |
| Pneumatico      | Diametro apertura: dai 38 ai 60 cm. Distanza tra l'asse dello pneumatico e il suolo: L:80 cm, M-S: 55 cm. Si tratta di uno pneumatico fissato da corde e catene all'altezza desiderata. La parte bassa interna dello pneumatico dovrà essere riempita per ragioni di sicurezza. | La gomma deve essere obbligatoriamente posta nella stessa direzione dell'ostacolo precedente e non deve essere necessaria una curva per affrontarla. Questo perché, essendo un ostacolo decisamente pesante, sarebbe eccessivamente pericoloso rischiare che il cane ci impatti sbagliando il tempo per curvare. | Hop, gomma, Ruota                                                                                                   |       |
| Salto in lungo  | Composto di elementi (da 2 a 5) separati in modo da ottenere un salto di lunghezza da: - L: 1,20 a 1,50 m (da 4 a 5 elementi) - M: 70 a 90 cm (da 3 a 4 elementi) - S: 40 a 50 cm (2 elementi) Lunghezza di ogni elemento: 1,20 m. Gli elementi sono posizionati in ordine ascendente. Altezza elemento più basso: 15 cm. Altezza elemento più alto: 28 cm. Larghezza degli elementi: 15 cm. I quattro angoli sono evidenziati da paletti di altezza circa 1,20 m con protezione soffice. I paletti saranno indipendenti dagli elementi orizzontali. | Il cane non deve saltare di traverso, quindi non passando in mezzo a tutti e quattro i paletti. Pena: un rifiuto. Rovesciare un elemento a posare una zampa in mezzo agli elementi sarà penalizzato con un errore. I contatti casuali non saranno penalizzati. | Hop, Lungo, Hop Lungo, salta.                                                                                       |       |

### Impostazione agli ostacoli: Metodologie Moderne
L'approccio all'addestramento in agility si è evoluto significativamente. Le tecniche moderne abbandonano ogni forma di coercizione (come l'uso del guinzaglio per guidare il cane sull'attrezzo) per abbracciare un approccio basato sul rinforzo positivo e sulla comprensione del cane.
L'obiettivo non è costringere il cane a eseguire un esercizio, ma fornirgli le competenze affinché possa risolverlo in autonomia, con gioia e fiducia. Le tecniche più utilizzate includono:
- Shaping (Modellamento): Si premia ogni piccolo passo del cane nella giusta direzione, "modellando" gradualmente il comportamento desiderato senza forzature.
- Clicker Training: L'uso del clicker permette di comunicare al cane con estrema precisione l'istante esatto in cui ha compiuto l'azione corretta, rendendo l'apprendimento più rapido ed efficace.
- Luring: Si utilizza un bocconcino o un gioco per guidare il cane nell'esecuzione dell'esercizio, riducendo gradualmente questo aiuto man mano che il cane acquisisce sicurezza[6].

Per gli ostacoli con zone di contatto, esistono diverse scuole di pensiero. Oltre al metodo classico che prevede la fermata (chiamato "2on-2off", due zampe a terra e due sulla rampa), oggi è molto diffuso il "running contact", una tecnica avanzata in cui si insegna al cane a toccare la zona di contatto in piena velocità, senza interrompere la corsa.

## Valutazioni e giudizi

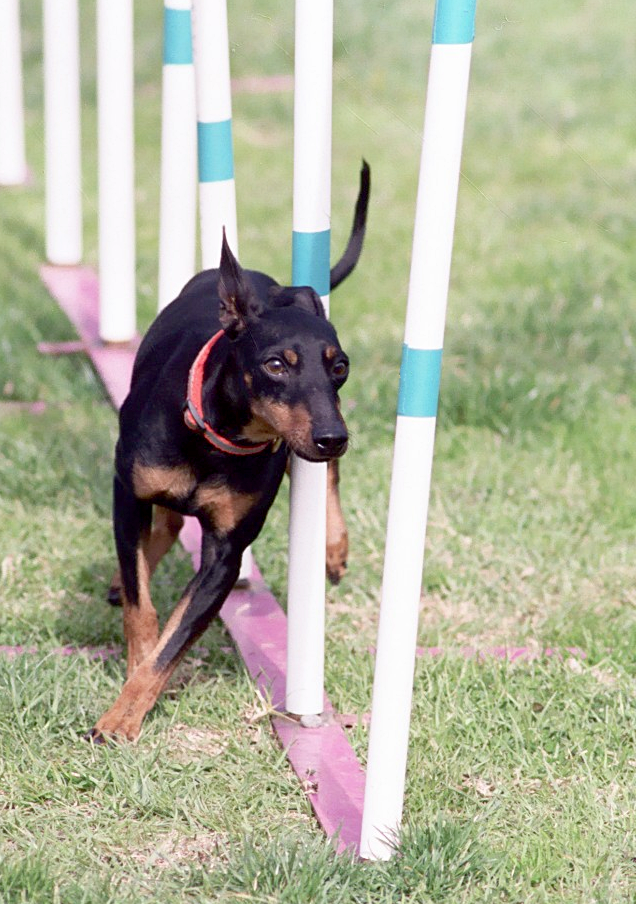
Un Toy Manchester Terrier mentre affronta uno slalom

L'obiettivo del percorso è di condurre il cane a superare l'insieme degli ostacoli, nell'ordine prescritto, senza errori, e tutto ciò entro il limite del TPS. Tuttavia il TPS non è che un indice di base e in nessun caso la rapidità deve essere considerata come criterio principale.
Il percorso dell'agility non è una gara di velocità, ma piuttosto di abilità.
In caso di ex aequo, si deciderà di favorire il conduttore che avrà meno errori sugli ostacoli. Solamente in caso di parità sugli errori agli ostacoli si terrà conto del miglior tempo. Nel caso due cani si trovassero in condizioni di parità sia sugli errori agli ostacoli che sul tempo, il giudice potrà chiedere un percorso di spareggio.

### Penalità, errori e rifiuti
Vengono applicati due tipi di penalità:
a) Penalità per errori sul percorso: 5 punti per ogni penalità o rifiuto.
b) Penalità per il superamento del TPS: 1 punto ogni secondo.
Sono errori sul percorso:
1. Errori di carattere generale:
  1. Il conduttore non deve passare tra i paletti di partenza e arrivo.
  2. Il conduttore tocca volontariamente il suo cane durante il percorso.
  3. Il conduttore tocca volontariamente un ostacolo durante il percorso.
2. Errori sugli ostacoli: vi è errore se uno degli elementi dell'ostacolo cade prima del passaggio del cane all'ostacolo successivo. Sulla palizzata, sulla bascula e sulla passerella il cane deve obbligatoriamente mettere almeno una zampa sulle zone di contatto, sia nel salirvi che nel discendervi.

In mancanza di ciò, ogni mancato contatto prevede un errore.

Sono rifiuti sul percorso:
1. Gli arresti davanti all'ostacolo
2. Il cane che non è più in movimento
3. Gli scarti laterali per evitare l'ostacolo
4. Il superamento dell'ostacolo per il quale il cane sia obbligato a fare un semigiro
5. Il salto nella cornice dello pneumatico
6. Il cane che supera il salto in lungo camminando
7. Il cane che mette la testa nel tunnel e poi si ritira.

In caso di rifiuto il conduttore deve riportare il cane sull'ostacolo rifiutato altrimenti verrà eliminato.
La stessa cosa vale per lo slalom, nel quale gli errori devono essere corretti immediatamente.
Se vengono accreditati tre rifiuti, si viene eliminati.

### Errori che comportano l'eliminazione

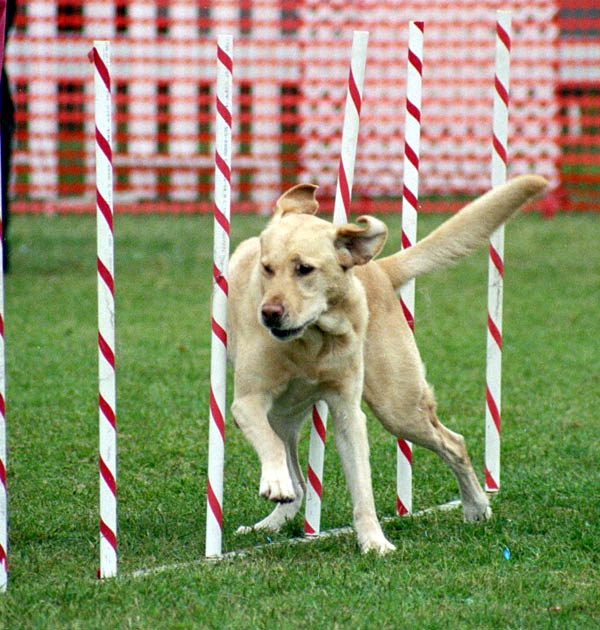
Un Labrador Retriever mentre affronta uno slalom di allenamento

Vi è inoltre una serie di errori che comportano l'eliminazione.
L'eliminazione comporta la squalifica e l'uscita immediata del conduttore e del suo cane. Essa dovrà essere annunciata dal giudice in maniera sonora.
I casi di eliminazione comprendono:
- Scorrettezza verso il giudice
- Brutalità verso il cane
- Superamento del TMP
- Tre rifiuti sull'insieme del percorso
- Non percorrere gli ostacoli nell'ordine previsto
- Dimenticare un ostacolo
- Superare l'ostacolo dalla parte sbagliata
- Il conduttore attraversa un ostacolo passandoci sopra o sotto
- Il conduttore aziona il contatore elettronico sul tavolo
- Il conduttore tiene qualcosa in mano
- Il conduttore riporta il cane sulla linea di partenza dopo che il cane stesso l'ha superata (salvo su ordine del giudice)
- Il cane porta un collare
- Arresto del percorso da parte del conduttore senza ordine del giudice
- Il cane si distrae, lascia il terreno o non è più sotto il controllo del suo conduttore.

Tutti i casi non previsti saranno risolti dal giudice, fermo restando che dall'inizio alla fine del concorso il giudice dovrà dare prova dello stesso comportamento o della stessa severità.
Per ragioni indipendenti dalla volontà del conduttore, (ostacolo caduto, tessuto del tunnel morbido ingarbugliato, ecc.), il giudice potrà fermare il conduttore e, beninteso, il cronometro. Dopo il ripristino dell'ostacolo il giudice farà ripartire il cronometro e il cane dal punto in cui si erano arrestati. Tutte le penalità fino a quel momento ricevute restano valide.

### Esempio per un TPS di 60 secondi
| Pettorale | Penalità percorso | Tempo reale | Penalità tempo | Penalità totali | Classifica |
| --------- | ----------------- | ----------- | -------------- | --------------- | ---------- |
| 7         | 5                 | 58,71       | 0,00           | 5,00            | 3          |
| 12        | 0                 | 65,00       | 5,00           | 5,00            | 1          |
| 18        | 5                 | 57,25       | 0,00           | 5,00            | 2          |
| 4         | 0                 | 68,32       | 8,32           | 8,32            | 4          |
| 15        | 10                | 59,17       | 0,00           | 10,00           | 6          |
| 2         | 5                 | 65,00       | 5,00           | 10,00           | 5          |

## Conduttore
Il conduttore è colui che accompagna il cane per tutta la durata del percorsi indicando, tramite l'uso della voce e delle braccia, la giusta combinazione per portare la gara correttamente a termine.
La conduzione è un dialogo prevalentemente non verbale, dove la direzione delle spalle, lo sguardo e la velocità di corsa del conduttore comunicano al cane la traiettoria da seguire. La parte di conduttore non è affatto facile: infatti, nella maggior parte dei casi, a un livello da gara, è il conduttore a portare all'errore il cane, magari sbagliando il braccio con cui indicare l'ostacolo, avendo il busto piegato in una posizione scorretta per la situazione o sbagliando addirittura comando vista la molteplicità degli ostacoli.
Inoltre deve essere quasi sempre in anticipo sul cane a meno che questo non sia particolarmente veloce da non permettere ciò. In tutti i casi bisogna che il conduttore trovi il giusto compromesso per far fare al cane il percorso giusto senza andare contro il suo stile di corsa e di affronto degli ostacoli.
Il risultato di una gara di agility è quindi frutto, in positivo o in negativo, dell'abilità del conduttore nella conduzione.
Oltre alla tecnica, l'aspetto mentale è fondamentale. Il cane è estremamente sensibile allo stato emotivo del suo conduttore. L'ansia, la frustrazione o la tensione pre-gara vengono percepite immediatamente dal cane, che può rispondere con insicurezza, perdita di concentrazione o errori. Un conduttore efficace deve imparare a gestire il proprio stress, a mantenere una mentalità positiva e a considerare ogni percorso, anche in gara, come un momento di gioco e collaborazione con il proprio compagno.

### Comandi
La base nella conduzione sta nei comandi che sono di tre tipi: vocali, gestuali e posturali.

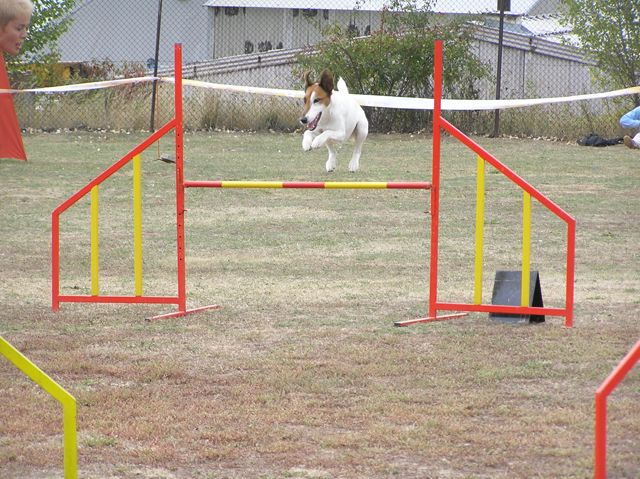
Un Smooth Foxterrier mentre affronta un salto singolo

#### Comandi vocali
Le indicazioni principali sui tempi e i modi per utilizzare al meglio i comandi vocali sono:
- Il momento corretto per dare un comando (vocale ma anche gestuale) per l'ostacolo successivo è mentre il cane sta atterrando dal salto precedente, o uscendo dal tunnel, o venendo via da una zona di contatto
- Nei primi tempi si consiglia di non dare il comando verbale dell'ostacolo finché non si vede il cane focalizzato sull'ostacolo. Il cane infatti inizialmente tenderà a muoversi nella direzione verso cui sta guardando. È quindi compito del conduttore far sì che la punta del naso del cane sia diretta nella direzione giusta.
- È necessario mantenere un tono di voce basso quando viene dato il comando, a meno che si tratti di un cane che ha bisogno di motivazione. È più difficile distinguere comandi dati con voce alta che con voce pacata.
- È necessario ridurre il rumore inutile che il cane deve ascoltare mentre sta effettuando un percorso.
- Se il cane è lento o necessita di motivazioni, è necessario aiutarlo con grandi lodi e voce incoraggiante.
- Nell'agility non vi sono penalità per la ripetizione di comandi, ma attenzione a non abusarne: è consigliato dare sempre una solo volta il comando a meno che il cane mostri uno stato di confusione.
- È sconsigliatissimo chiamare il cane per nome prima di un ostacolo o mentre gli si dà un comando. Il cane tende a voltarsi verso il conduttore e perdere così la concentrazione necessaria.

#### Comandi gestuali
- Nella maggior parte dei casi bisogna indicare l'ostacolo con la mano più vicina: in questo modo le spalle saranno orientate parallelamente all'ostacolo, e questa posizione sarà un comando di postura supplementare.
- Il comando gestuale deve essere fermo, mai frettoloso, incerto o intermittente.
- Il comando deve essere contemporaneo al comando verbale.
- Anche se il cane è davanti al conduttore il comando gestuale è comunque necessario siccome la visione periferica dei cani è molto ampia.
- Tranne casi particolari evitare di effettuare percorsi con cibo in mano, vietato dal regolamento, che condizioneranno l'andamento del cane in gara.

#### Comandi posturali
- Eccetto passaggi particolari il corpo deve essere sempre rivolto verso la direzione in cui deve puntare il cane.
- Una rotazione della spalla è un forte segnale per il cane di un'imminente svolta.
- Il semplice atto di spingere il proprio baricentro verso il cane condiziona l'animale ad allontanarsi mentre sbilanciarsi all'indietro rallenta il movimento dell'animale.
- La postura del corpo può essere:
  - in chiusura per mandare il cane su un ostacolo lontano evitando quello più vicino a lui: è necessario sbilanciarsi in avanti e accompagnare con un "Vai".
  - in aspirazione per attirare il cane verso l'ostacolo più vicino al conduttore, la cui postura agisce come un magnete: è necessario sbilanciarsi all'indietro e accompagnare talvolta con un "vieni" deciso o non a seconda della difficoltà della situazione.

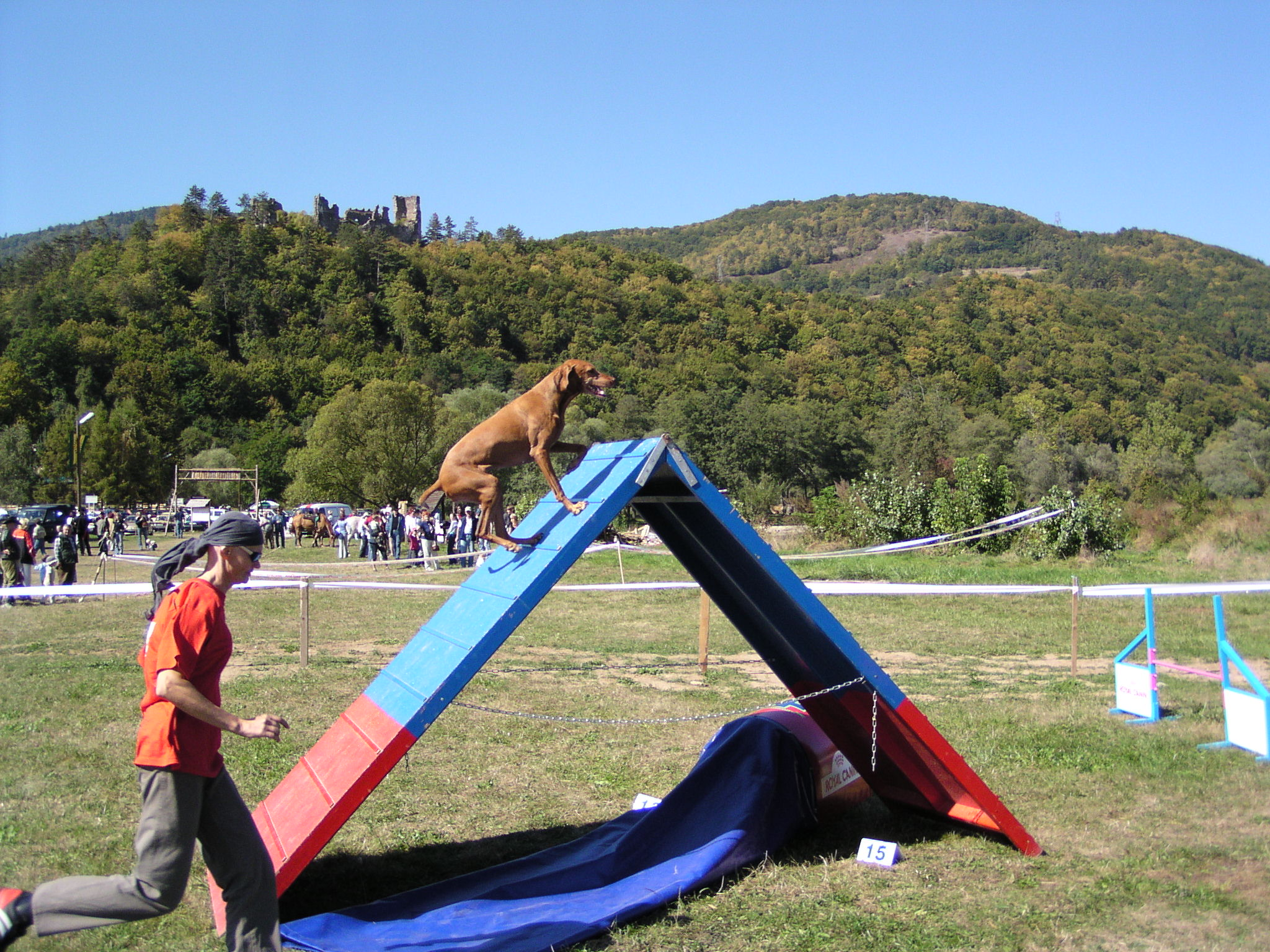
Un Bracco ungherese con la sua conduttrice mentre supera la palizzata

### Cambi
I cambi sono dei movimenti del conduttore, rispetto al cane, utili per passare dalla conduzione destra (con cane alla destra del conduttore) alla conduzione sinistra (cane alla sinistra del conduttore), o viceversa.
Vi sono diversi tipi di cambi.

#### Cambio dietro
Questo tipo di cambio è il più complesso da affrontare, e spesso viene usato quando il conduttore si trova in ritardo rispetto al cane. È molto efficace solo con i cani particolarmente veloci.
La tecnica consiste nell'effettuare un cambio di posizione rispetto al cane dopo averlo inviato sull'ostacolo e passando quindi dietro il cane stesso. La difficoltà sta nel fatto di evitare che il cane giri su se stesso alla ricerca del conduttore che ricordava nella posizione precedente.
Nel caso sfumasse questo cambio il cane effettua qualche giro su stesso ("frullare" in termini tecnici) e riparte nella giusta direzione. Non comporta ne errori ne penalità ma una perdita di tempo (salvo se il cane si trova nell'area antistante l'ostacolo da superare e il giudice, secondo regolamento, sanziona con un rifiuto).

#### Cambio contro-braccio
Questo tipo di cambio è molto importante ed è utilizzabile con cani di qualsiasi velocità. Consiste nel cambiare braccio per indicare un ostacolo successivo a quello appena effettuato. È molto utile perché permette di chiudere con più sicurezza la traiettoria al cane evitando che faccia molta più strada rispetto a quella consigliata.

#### Cambio Pivot
Il cambio Pivot è quello più utilizzato in gara. Consiste nel ruotare su se stessi per cambiare posizione rispetto al cane. Questo per chiudere la strada magari ad un altro ostacolo che si trova molto vicino all'ostacolo da effettuare. La difficoltà sta nel fatto di girare sempre dalla parte del cane e di guardarlo in ogni secondo di questa manovra. Nel caso si perdesse di vista il cane si rischierebbe di perderne il controllo e di sbagliare sequenza.

#### Cambio Aeroplanino
L'aeroplanino è il cambio più bello da vedere, siccome rende più fluida l'azione, però, a differenza del cambio pivot, si perde di vista per qualche istante il cane, magari portandolo su un'altra traiettoria. Sostanzialmente il cambio consiste nel cambiare lato di conduzione nei confronti del cane dandogli le spalle (a differenza del cambio Pivot) prima o dopo che questi affronti un ostacolo. È molto comodo in caso di ostacoli nei quali il cane perde di vista il conduttore per qualche istante, come i tunnel o la palizzata, e per i cani meno motivati, dato che il conduttore si ritrova a correre davanti a loro trascinandoli emotivamente col movimento di fuga.

#### Cambio Janette
Un altro cambio molto bello da vedere per la sua eleganza ed efficacia; il conduttore, spalle all'ostacolo, manda il cane a saltare di "rovescio", per riprenderlo in rientro nel lato di conduzione opposto, senza che il conduttore ruoti il corpo. Anche in questo caso si perde per un attimo la vista del cane.
È un cambio molto utile per comunicare al cane che dopo l'ostacolo indicato bisogna tornare indietro, evitando in questo modo un eccessivo allargamento della traiettoria di rientro dall'ostacolo.